# Hondo Valle (ort)
Hondo Valle är en ort i Dominikanska republiken.   Den ligger i provinsen Elías Piña, i den västra delen av landet, 180 km väster om huvudstaden Santo Domingo. Hondo Valle ligger 899 meter över havet och antalet invånare är 3 713.
Terrängen runt Hondo Valle är kuperad åt nordost, men åt sydväst är den bergig. Hondo Valle ligger nere i en dal som går i öst-västlig riktning. Runt Hondo Valle är det ganska glesbefolkat, med 28 invånare per kvadratkilometer. Närmaste större samhälle är Comendador, 17,9 km norr om Hondo Valle. I omgivningarna runt Hondo Valle växer i huvudsak städsegrön lövskog.